# Northwest Atlantic Fisheries Organisation
De Northwest Atlantic Fisheries Organisation (NAFO) (Nederlands: Visserijorganisatie voor het noordwestelijk deel van de Atlantische Oceaan)  is een intergouvernementele organisatie voor wetenschappelijk advies en beheer van de visserijbestanden in het noordwestelijk deel van de Atlantische Oceaan.
De algemene doelstelling van NAFO is om door internationale consultatie en samenwerking bij te dragen aan het optimaal gebruik en het rationeel en duurzaam beheer van de visserijbestanden in dat gebied.
Het hoofdkwartier van de organisatie is gevestigd in Dartmouth (Nova Scotia).

## Geschiedenis
NAFO is de opvolger van de International Commission of the Northwest Atlantic Fisheries (ICNAF) (1949-1978). NAFO werd in 1979 opgericht op basis van de Convention on Future Multilateral Cooperation in the Northwest Atlantic Fisheries uit 1978, die er kwam nadat de kuststaten hun exclusieve economische zone (EEZ) hadden uitgebreid tot 200 zeemijl. Dit verdrag werd op 24 oktober 1978 in Ottawa ondertekend en werd op 1 januari 1979 van kracht. Zeven staten of organisaties hadden het verdrag toen geratificeerd of goedgekeurd: Canada, Cuba, de Europese Economische Gemeenschap, de Duitse Democratische Republiek, IJsland, Noorwegen en de Sovjet-Unie.
In september 2007 hebben de leden van de NAFO een nieuw verdrag goedgekeurd om de structuur van de organisatie te vereenvoudigen, de besluitvorming te verbeteren en het mandaat te verduidelijken voor een compleet en duurzaam beheer van de visserijbestanden.

## Structuur
- De General Council (Algemene Raad) is verantwoordelijk voor de interne werking en externe relaties van de organisatie. De voorzitter ervan is tevens president van NAFO. Anno 2009 is dit Terje Lobach uit Noorwegen.

- De Fisheries Commission (Visserijcommissie) zorgt voor het beheer en het behoud van de visbestanden in het gebied van het verdrag gelegen buiten de EEZs, en legt onder meer jaarlijkse quota's vast, beperkingen of verbod om bepaalde soorten te vissen. Merk op dat zalm, tonijn/zeilvissen, walvissen en sedentaire soorten zoals schaaldieren niet gedekt worden door het verdrag.

- De Scientific Council (Wetenschappelijke Raad) geeft op aanvraag wetenschappelijk advies aan de lidstaten en aan de Fisheries Commission over de toestand van de visbestanden in het gebied van het NAFO-verdrag.

## Het gebied van het NAFO-verdrag
Dit is het noordwestelijke deel van de Atlantische Oceaan, ten noorden van de 35ste breedtegraad en ten westen van de lijn die langs 42° westerlengte naar de 59ste breedtegraad loopt. Deze lijn slaat vervolgens eerst af naar het westen, tot 44° westerlengte, en dan weer naar het noorden langs de kust van Groenland tot de 78ste breedtegraad. Het gebied bevat ook de Saint Lawrencebaai, de Straat Davis en de Baffinbaai.

## Leden
In 2009 zijn volgende landen of organisaties lid van de organisatie:
- Canada
- Cuba
- Denemarken (met betrekking tot de Faeröer en Groenland)
- de Europese Unie
- Frankrijk (met betrekking tot Saint-Pierre en Miquelon)
- IJsland
- Japan
- Noorwegen
- Oekraïne
- Rusland
- Zuid-Korea
- Verenigde Staten van Amerika